# Katholikón

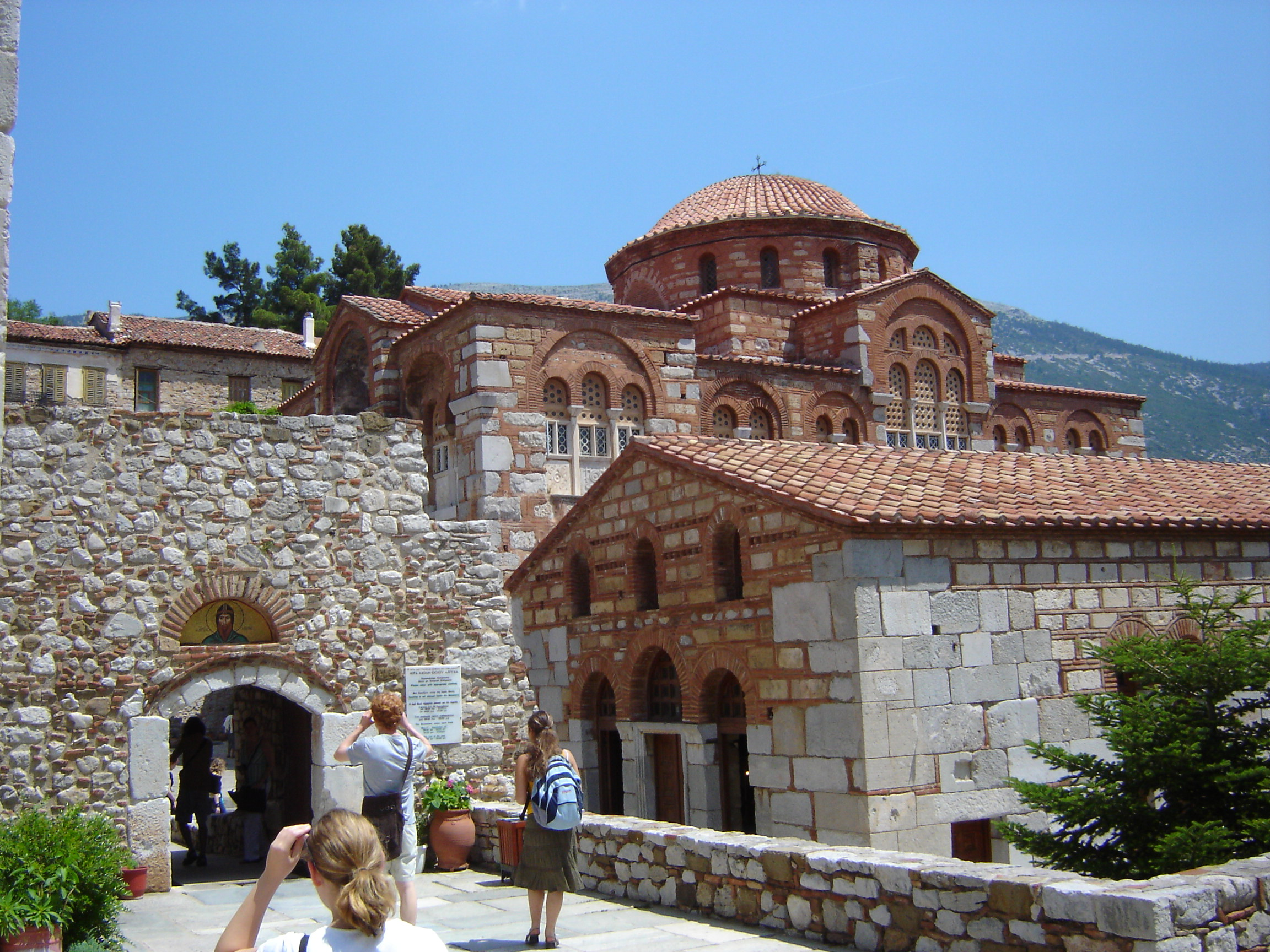
Katholikón al fondo (iglesia con gran cúpula) en el Monasterio de Osios Loukás.

Un katholikón (en griego: καθολικόν, «universal») es la iglesia principal de un monasterio o diócesis en la Iglesia ortodoxa. Su nombre deriva del hecho de ser usualmente el templo más grande en donde se congregan para celebrar los principales días festivos del año litúrgico. En otras ocasiones se utilizarían templos o capillas más pequeñas. Este término no suele emplearse por las fuentes bizantinas, ya que en su lugar empleaban la denominación de naos o, simplemente, ekklesia. En Rusia, es común para un Katholikón tener una iglesia más pequeña en el sótano que puede ser más fácilmente calentada durante el invierno.
Un katholikón puede tener características arquitectónicas especiales como una cátedra (kathedra o trono episcopal) o un esonártex (nártex interior) y un exonártex (nártex externo), usados para servicios especiales como los mantenidos durante Semana Santa o la Vigilia Pascual.
La liturgia solo podía tener lugar una vez al día en una iglesia. Por esta razón, los monasterios poseían frecuentemente varias pequeñas iglesias secundarias y capillas además del propio Katholikón, generalmente situado en el centro del complejo monástico.
El canon 59 del Concilio Quinisexto (Segundo Concilio Trullano) estipula que los bautismos deben celebrarse en las katholikai ekklesiai.